# Visul (Picasso)

Visul (în franceză: Le Rêve) este un tablou din anul 1932, realizat de Pablo Picasso, în care este înfățișată metresa Marie-Thérèse Walter. Se crede că portretul a fost pictat într-o singură după-amiază, cea a zilei de 24 ianuarie 1932. În prezent pictura se află în colecția privată a lui Steven A. Cohen, în urma unei licitații în timpul căria Visul a fost cumpărat pentru suma de 155 de milioane de dolari americani.